# Žerčický potok
Žerčický potok je pravostranný přítok říčky Vlkavy v okrese Mladá Boleslav, ve Středočeském kraji. Délka jeho toku činí zhruba 3,6 km. Plocha jeho povodí měří 5,5 km².

## Průběh toku
Pramení jižně od Nové Telibi na Chloumeckém hřbetu, v přírodním parku Chlum. Teče převážně jižním směrem. Ze hřbetu odtéká prohlubujícím se příčným údolím. Krátce po vývěru přijímá zprava druhou zdrojnici. Po necelém půl kilometru od soutoku napájí první ze soustavy sedmi rybníčků, z nichž poslední dva jsou již mimo přírodní park v zástavbě obce Žerčice. Obec opouští jako regulovaný tok v polích (zde ještě zprava přijímá nejdelší bezejmenný přítok) a po dalších 400 metrech ústí do Vlkavy jižně od Žerčic.

## Galerie

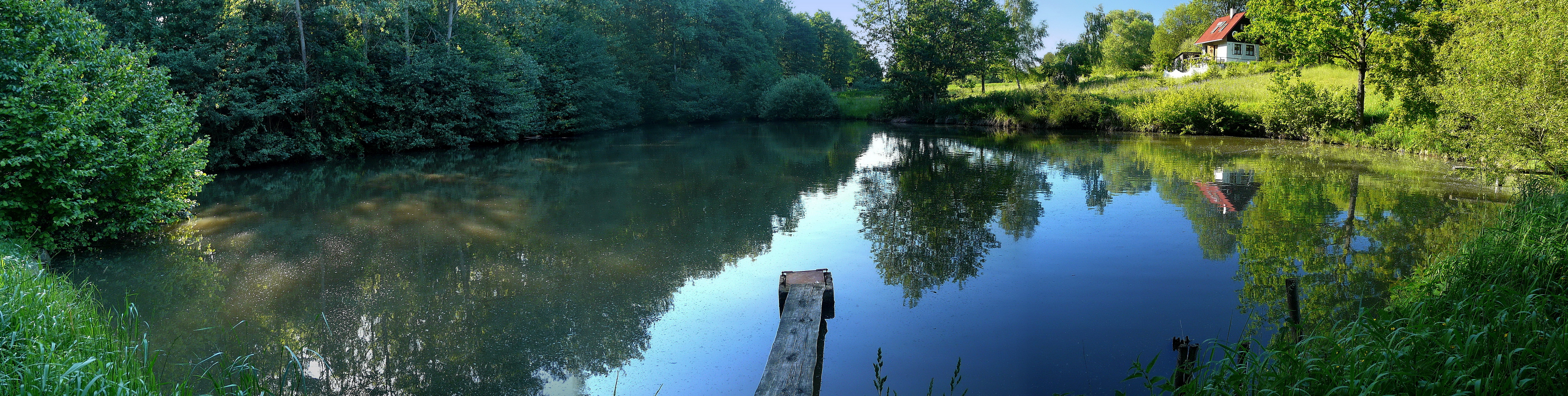
Rybník na Žerčickém potoku